# Nules
Nules település Spanyolországban, Castellón tartományban. Nules Artana, Betxí, Burriana, Moncofa, La Vall d'Uixó, Vila-real, La Vilavella és Alquerías del Niño Perdido községekkel határos. Lakosainak száma 14 062 fő (2024).

## Népesség
A település népessége az elmúlt években az alábbi módon változott:
| Lakosok száma | 11 562 | 12 065 | 12 666 | 13 490 | 13 693 | 13 456 | 13 305 | 13 103 | 13 256 | 14 062 |
|               | 2001   | 2004   | 2006   | 2009   | 2011   | 2014   | 2016   | 2019   | 2021   | 2024   |